# Marcello Serrazanetti
Marcello Serrazanetti (Sant'Agata Bolognese, 31 ottobre 1888 – Wolisso, 5 aprile 1941) è stato un pioniere dell'aviazione, militare e politico italiano.
Come soldato prese parte alla prima e alla seconda guerra mondiale. Esponente di primo piano del fascismo bolognese, fu un severo critico del sistema coloniale italiano e un fervente antischiavista.

## Biografia
Nacque a Sant'Agata Bolognese il 31 ottobre 1888 da facoltosa famiglia monarchica, divenne agricoltore per indirizzo familiare e scolastico. Alla fine degli studi collaborò col padre Gaspare nella conduzione di una grossa tenuta dei conti di Montpensier divenendo un appassionato allevatore di cavalli e cani. A margine di quest'ultima attività scrisse e fece stampare un "Manuale per l'addestramento del cane poliziotto". Partecipò quindi a numerosi concorsi ippici, sia in Italia che all'estero.

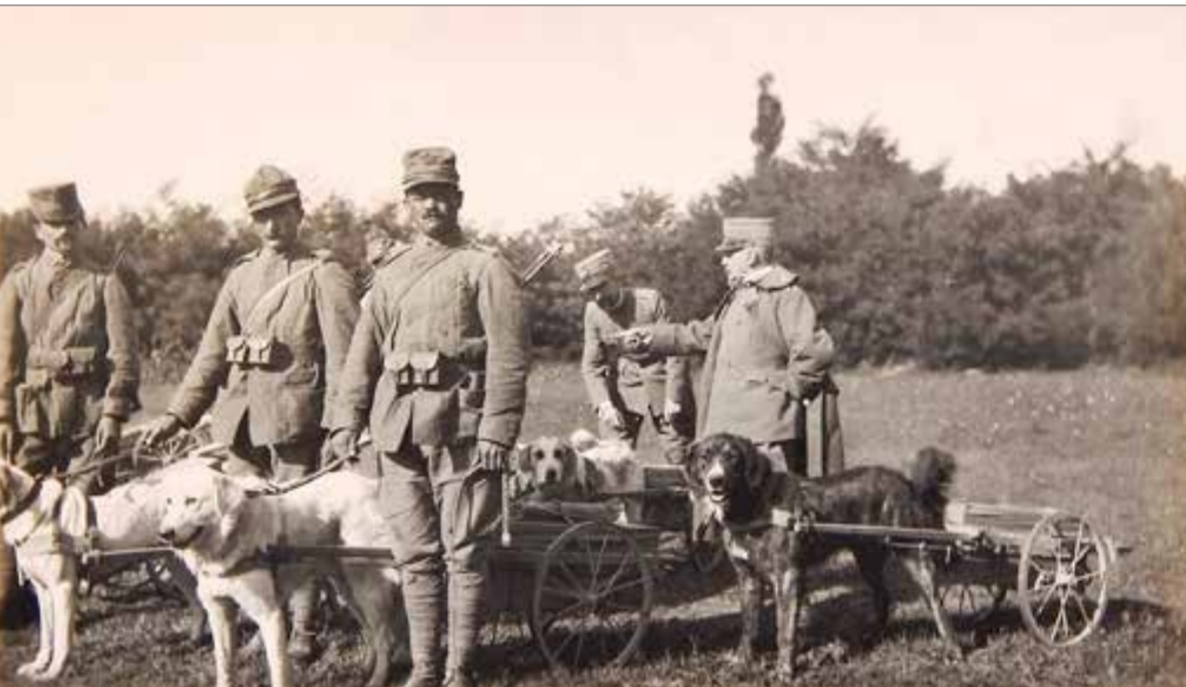
Castenaso (BO): la scuola di addestramento cani fondata da Marcello Serrazanetti durante la prima guerra mondiale

### Uno dei primi aviatori
Manifestò sin da ragazzo grande curiosità per le innovazioni tecniche e spirito avventuroso, lasciandosi ben presto sedurre dal fascino del volo. Tra la fine del 1909 e il 1910, Serrazanetti fu tra i primi istruttori, con Bianchi e Cagno, sul neonato Campo Volo di Cameri. Effettuò il suo primo volo su un apparecchio AVIS, costruito da una piccola azienda di Brescia, fondata dall'ingegnere francese Clovis Thouvenot, che realizzava biplani su licenza della francese Voisin, dotandoli di motore Isotta Fraschini. Serrazanetti acquistò uno di questi velivoli alla I Esposizione italiana di Aviazione tenutasi a Milano il 15 novembre 1909 equipaggiandolo con un propulsore da 50 CV.

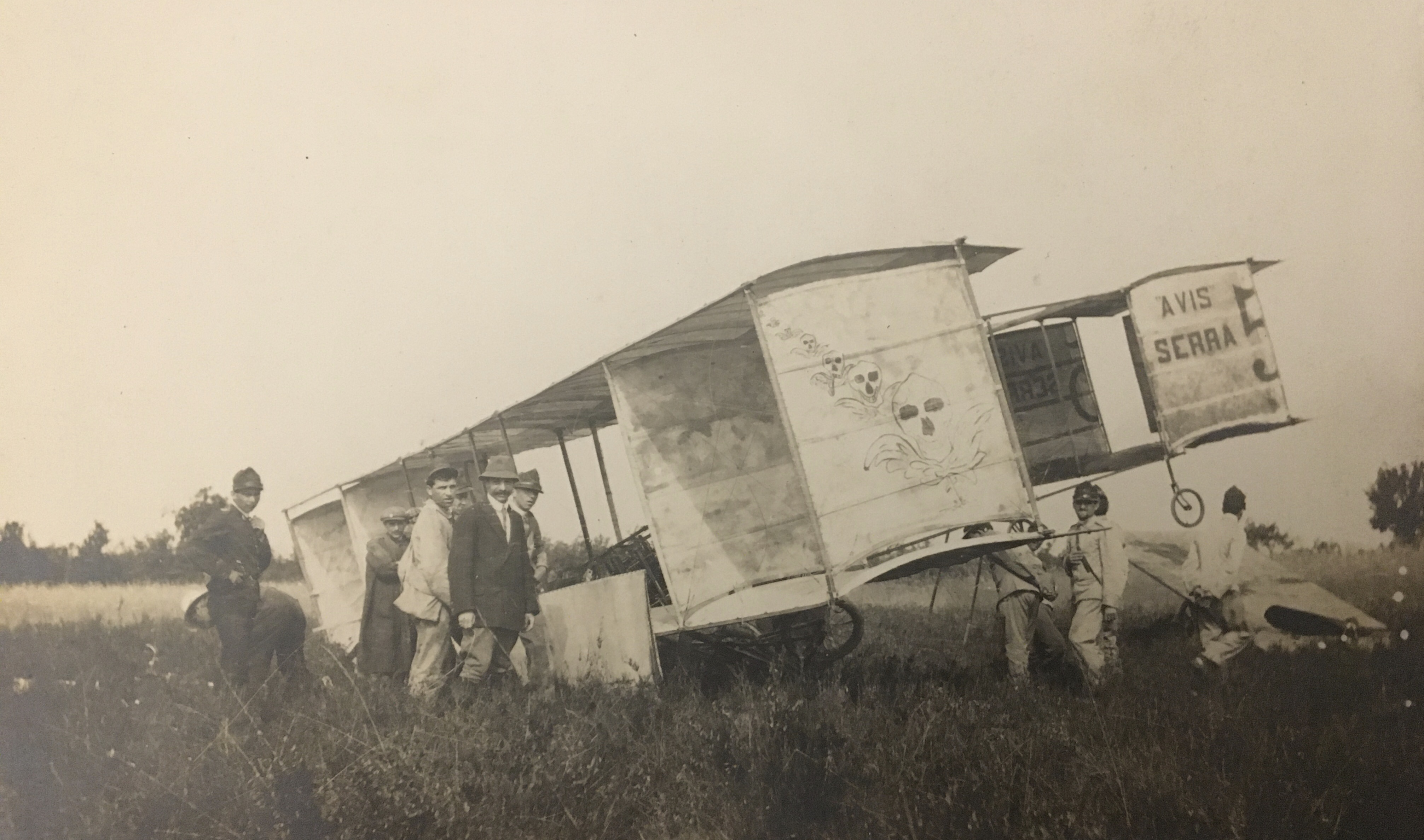
Aereo personale di Marcello Serrazanetti precipitato il 1º maggio 1910

Decollato dal campo di Cameri il 1º maggio 1910 si avventurò con il suo aereo tra i reparti del 17º Reggimento di artiglieria campale che stavano compiendo un'esercitazione appena fuori dal terreno di volo. Il propulsore dell'aereo si spense improvvisamente e il velivolo precipitò al suolo finendo contro un albero e distruggendosi quasi completamente, ma Serrazanetti rimase solo leggermente ferito.
A Prateria di Cortile di Carpi, Serrazanetti costruì un hangar per ricoverare e riparare il proprio apparecchio AVIS, precedentemente danneggiato, così fondando il "Campo di volo di Cortile"; il terzo in Italia, dopo quelli di Centocelle e di Cameri. Il 31 luglio 1911 effettuò un secondo volo, ricoprendo una distanza di circa 500 metri. Il 24 agosto dello stesso anno, si cimentò in un terzo volo di 6 km da Prateria di Cortile di Carpi a Rolo, dove fece salire l'amico Guido Corni; ritornò quindi per circa 3 km.
Il 26 giugno 1912, con tre suoi amici, Nico Piccoli, Umberto Sanguinetti e Alberico Camporesi, partì da Verona sul pallone aerostatico "Libia". Benché l'intenzione fosse quella di raggiungere Budapest, i quattro dovettero accontentarsi di approdare nella cittadina ungherese di Buek, sul confine con l'Austria, a causa della stanchezza fisica causata dall'altezza elevata e dalla bassa temperatura.
Il 12 febbraio 1914 si sposò con Adelaide Bonaghi, giovane fanciulla dell’alta borghesia bolognese, la quale gli avrebbe dato, in seguito, due figli.

### La prima guerra mondiale
Interventista convinto, Serrazanetti si arruolò come volontario di un anno nel 12º Reggimento Cavalleggeri di Saluzzo. Divenuto sergente maggiore d'artiglieria, venne ferito sul Monte Calvario durante la terza battaglia dell'Isonzo e fu insignito della Medaglia d'argento al Valor Militare, venendo in seguito decorato della Croce al Merito di Guerra.

### L'esperienza nel fascismo e l'avventura in Colonia

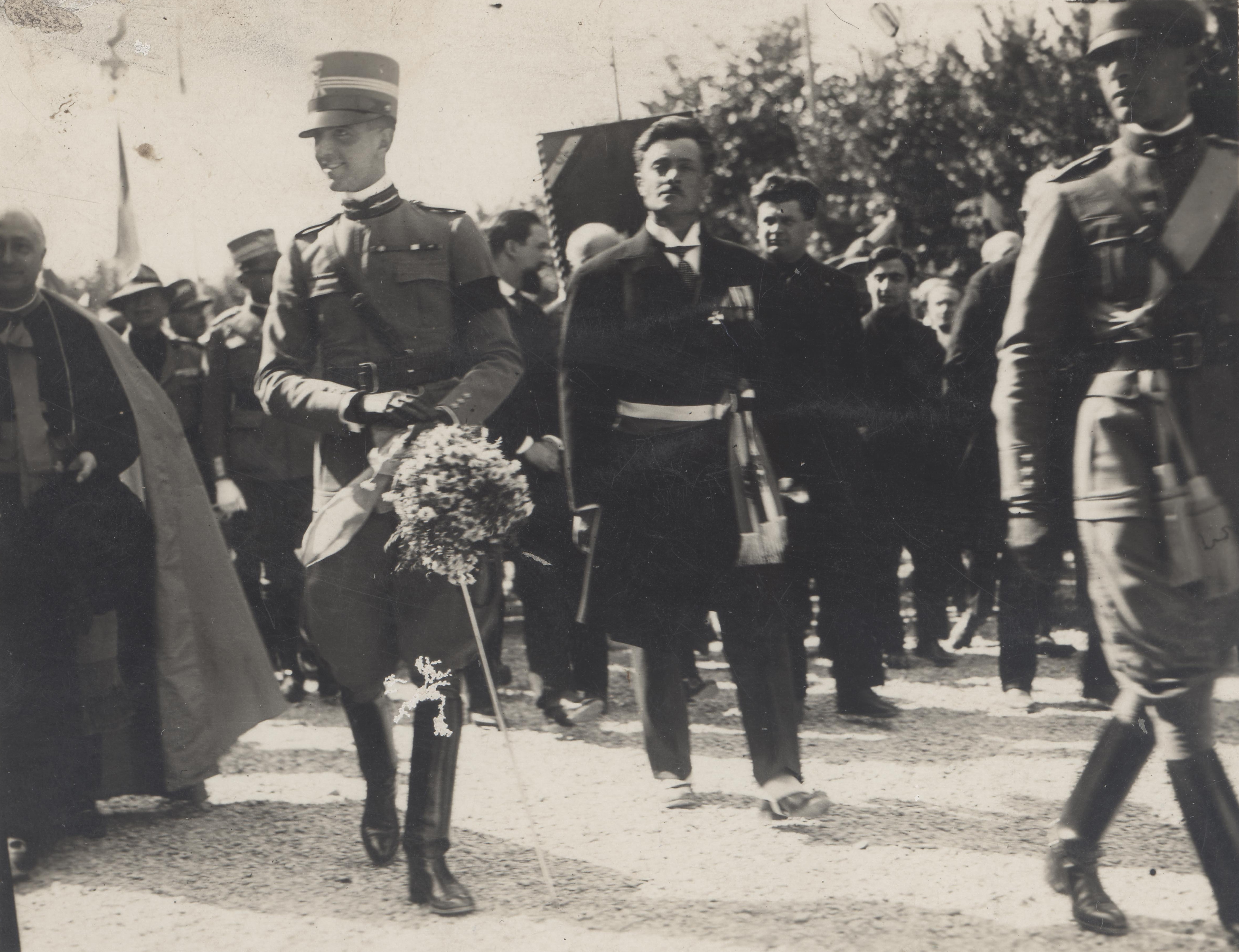
Marcello Serrazanetti da Podestà di Sant’Agata Bolognese con Arpinati e Grandi durante la visita del principe ereditario Umberto di Savoia nel 1926

Fascista della prima ora, qualche mese dopo lo scioglimento del primo fascio di combattimento di Bologna, nel luglio 1919 ne fondò il secondo, insieme all'amico sansepolcrista Leandro Arpinati e a Gino Baroncini. Squadrista nella città felsinea durante gli anni del Biennio Rosso, partecipò alla Marcia su Roma. Dopo le dimissioni del consiglio comunale socialista di Sant'Agata Bolognese, avvenute il 2 maggio 1921 in seguito ai durissimi scontri dell'aprile tra socialisti e fascisti nell'area bolognese, con vari morti e feriti da entrambe le parti, il Comune fu gestito da un Commissario inviato dalla Prefettura e nelle successive elezioni del 7 maggio 1923 Serrazanetti fu eletto sindaco della sua cittadina natale. Divenne poi vice segretario federale di Bologna dal 1925 al 1928.
Trasferitosi in Africa (terra verso la quale era da sempre stato attratto) sul finire del 1928, divenne ispettore agrario in Somalia, iniziandovi una coltura di bachi da seta su larga scala.
Nel 1928 Serrazanetti venne nominato segretario federale di Mogadiscio, nel 1929 Segretario del PNF in Somalia, e nel luglio 1930 fu nominato dal Re Ufficiale dell'Ordine della Corona d'Italia. Nel 1934 dovette tuttavia rinunciare all'incarico di federale a causa di due pubblicazioni (1930 e 1933) in cui aveva denunciato le colpe dell'amministrazione italiana, paragonandola alla politica coloniale degli altri paesi.
La politica coloniale italiana in effetti, aveva istituito e imponeva ai somali (con criteri spesso drastici e rudi) il lavoro forzato che poi, nei rapporti e nelle relazioni dei governatori e nei discorsi dei ministri, veniva presentato come "contratto di lavoro". Egli denunciava inoltre il comportamento di governatori al pari di De Vecchi, che a suo dire si erano creati vere "greppie d'oro". In questo modo Serrazanetti si espresse al riguardo in uno dei suoi vari rapporti inviati a Mussolini tra il 1931 e il 1933:
(Da "Considerazioni sulla nostra attività coloniale in Somalia" di Marcello Serrazanetti così citato in Emanuele Savignone, La Somalia ad una svolta ? in Questitalia n.141, pag.30, Venezia, 1969)
A causa delle numerose denunce pubbliche a personaggi politici influenti del regime e anche a causa della sua fedeltà ad Arpinati (ormai in disgrazia), Serrazanetti si inimicò ben presto l'allora segretario del PNF Achille Starace, che contribuì a metterlo nelle condizioni di dover rimpatriare quanto prima possibile.
Tornato a Bologna fu vice segretario della locale federazione fascista, a fianco di Mario Ghinelli.
Nel luglio del 1934 Arpinati fu espulso dal partito. Giunta la notizia sul Resto del Carlino numerosi suoi amici tra cui Serrazanetti e Bonacorsi si recarono nella sua abitazione in segno di solidarietà. Nel luglio 1934 una apposita commissione condannò Arpinati a cinque anni di confino. Pochi giorni dopo furono vagliate anche le posizioni degli amici di Arpinati e tra questi Serrazanetti, Marcello Reggiani, Antonio Bedogni, Enrico Gelati e Giuseppe Vittorio Venturi che furono condannati a cinque anni di confino in Sardegna, quattro anni ad Alessandro Emiliani in quanto "dava la propria solidarietà, ostentando atteggiamenti in netto contrasto con lo spirito tradizionalmente fascista ad un tesserato eliminato dai ranghi, perché postosi, notoriamente, contro le direttive del PNF"
Sembra che, in risposta alla condanna Serrazanetti abbia replicato: "Comprerò un asino, e gli metterò nome Achille" (riferendosi ad Achille Starace). Grazie ad un provvedimento di Mussolini comunque, dopo pochi mesi tutti condannati, tranne Arpinati, poterono fare ritorno alle proprie case. Serrazanetti rientrò a Bologna già nell'ottobre dello stesso anno.
Accortosi di non poter più operare politicamente a Bologna, per il clima instaurato dal gruppo di Starace, nel 1938 decise di trasferirsi di nuovo in Somalia.

### La seconda guerra mondiale
Nel giugno 1940, a guerra appena iniziata, decise di arruolarsi nel Regio Corpo Truppe Coloniali prendendo parte il mese successivo alla conquista di Cassala (Sudan). Già nel marzo del 1941, l'Impero italiano era però ormai sul punto di cadere. Il 3 di aprile venne abbandonata Addis Abeba; il viceré, Duca d'Aosta, poté resistere ancora per poco, sull'Amba Alagi. Rimasero solo poche "basi", nelle quali la popolazione italiana cercava di riunirsi per sfuggire alle vendette degli irregolari etiopi e arrendersi all'esercito di Hailé Selassié.
Il 3 aprile il comando vicereale, mentre abbandonava Addis Abeba, decise di trasferire a Gimma alcuni documenti, ritenuti importanti e Serrazanetti si offrì per la missione, giudicata pericolosa. Il 4 aprile partì a capo di un gruppo di sei soldati italiani. A circa 80 km da Addis Abeba però, Serrazanetti ed i soldati vennero sorpresi da un gruppo di nativi: egli si rese conto che passare, senza trattenerli almeno da un lato, sarebbe stato impossibile.
Serrazanetti si preoccupò solo di far pervenire a destinazione i documenti in suo possesso, quindi decise di consegnarli ai suoi soldati, ordinando loro di proseguire. Egli si fermò su un'altura, riparandosi dietro un masso. Aveva con sé un moschetto, un fucile da caccia grossa ed alcune bombe a mano..
Quando, due giorni dopo, due autocarri italiani passarono di lì, trovarono il suo corpo e intorno a lui, alcune lance conficcate a terra a guisa di siepe, come un omaggio delle tribù indigene alla salma di un nemico valoroso. Gli altri sei uomini riuscirono a raggiungere Gimma.
Marcello Serrazanetti venne proposto per la concessione della Medaglia d'oro al valor militare alla memoria; tuttavia, la proposta andò per le lunghe per la difficoltà delle indagini, e dopo il 1943, venne archiviata poiché egli era stato, in precedenza, ufficiale della MVSN.

## Pubblicazioni
- Basi economiche della Somalia Italiana, Bologna, La Rapida, 1932.
- Considerazioni sulla nostra attività coloniale in Somalia, Bologna, La Rapida, 1933.
- La politica indigena in Somalia, Bologna, La Rapida, 1934.